# 一ツ瀬ダム
一ツ瀬ダム（ひとつせダム）は、宮崎県西都市、二級河川・一ツ瀬川水系一ツ瀬川に建設されたダム。高さ130メートルのアーチ式コンクリートダムで、九州電力の発電用ダムである。同社の水力発電所・一ツ瀬発電所に送水し、最大18万キロワットの電力を発生する。ダム湖（人造湖）の名は米良湖（めらこ）という。

## 歴史
宮崎県中部を流域とする一ツ瀬川には、かつて槇ノ口発電所（1万キロワット）・村所発電所（8,000キロワット、現在は8,800キロワット）・下相見発電所（8,500キロワット）・一ツ瀬川発電所（9,000キロワット）、合計4箇所の水力発電所が存在した。これらは流れ込み式か、あるいは調整池式の小規模なものだった。九州電力は戦後の高度経済成長から急増する電力需要をまかなうべく、一ツ瀬川に大規模な水力発電所・一ツ瀬発電所の建設を計画。1959年（昭和34年）10月に着手した。
一ツ瀬発電所・一ツ瀬ダムの建設に当たっては、九州電力が先んじて1955年（昭和30年）に完成させた上椎葉発電所・上椎葉ダムや、フランスで1959年に発生したマルパッセダム崩壊事故の経験を踏まえつつ、当時最先端の建設技術を投入している。事前に大型の模型を作成しての水理実験により設計を追求し、上椎葉では建設中に洪水の被害を受けたことから、貯水を開始するまで河川の水を素通りさせる仮排水路の性能に余裕を持たせるなど万全を期した。建設機械を駆使した工法は必要労働者数の削減も実現。上椎葉で要したのべ250万人に対し、約半分にあたるのべ130万人で済ませた。労働者個人のモラルも向上し、地元住民とのトラブルや犯罪は少なかったという。工事は地元に好景気をもたらす間もなく急ピッチで進み、1963年（昭和38年）4月2日にダムへの貯水を開始。完成した一ツ瀬発電所は同年6月に運転を開始した。同時に、既存の下相見発電所・一ツ瀬川発電所が廃止された。この工事の中で、41名の労働者が命を落とした。
資源の有効利用のため、河川維持流量を利用した一ツ瀬維持流量発電所（330キロワット）が2013年（平成25年）10月25日に運転を開始した。
一ツ瀬発電所は最大出力が18万キロワットであり、これは上椎葉発電所（9万キロワット）の2倍に相当する。揚水発電所を除く一般水力発電所としては九州最大であり、日本の一般水力発電所としても10番目に大きい。大規模な火力発電所・原子力発電所がメンテナンスあるいはトラブルによって停止している際の備えといった役割も担っている。
| 順位 | 発電所     | 出力 (kW) | 順位 | 発電所     | 出力 (kW) |
| ---- | ---------- | --------- | ---- | ---------- | --------- |
| 1    | 奥只見     | 560,000   | 6    | 手取川第一 | 250,000   |
| 2    | 田子倉     | 385,000   | 7    | 御母衣     | 215,000   |
| 3    | 佐久間     | 350,000   | 8    | 新小千谷   | 206,000   |
| 4    | 黒部川第四 | 335,000   | 9    | 大鳥       | 182,000   |
| 5    | 有峰第一   | 265,000   | 10   | 一ツ瀬     | 180,000   |

## 周辺
東九州自動車道・西都インターチェンジから国道219号（米良街道）を北西に進むと、西都市中心市街地を経て杉安峡に入り、その先に一ツ瀬ダムがある。一ツ瀬ダムは先例とした上椎葉ダムと同様、両岸からのスキージャンプ式洪水吐きを有し、さらに堤頂中央部分には越流式の洪水吐きが設けられている。
ダム上流部左岸には九州電力が運営する一ツ瀬発電所資料館があり、発電所建設の歴史を収めた資料や、水車発電機・選択取水設備（後述）などの構造を模型を用いて紹介していたが、東日本大震災発生以降の原子力発電所停止によって経営が悪化した同社の経営再建策の一環として2014年（平成26年）3月9日に閉鎖され、同年6月に地元住民による地域交流拠点がオープンした。ダム頂上は歩道になっているが、一般の立ち入りは制限されている。
その規模にして完成当時西日本最大を誇った一ツ瀬ダムとともに誕生したのが、米良湖と呼ばれる巨大なダム湖である。その湖はダムから22.5キロメートル先まで伸び、5.6平方キロメートルの土地を水没させた。一ツ瀬ダムの建設にあたり地元・東米良村では反対運動が巻き起こったが、地区によって思惑はさまざまで一枚岩とはなりきれず、補償をめぐる九州電力との交渉において次々に妥結へと持ち込まれ、結局1961年（昭和36年）までに全地区が建設を受け入れることになった。ダム完成によって多くの民家や農地、道路、学校などの公共施設が水没することになった東米良村は、西都市および木城村（現・木城町）への合併という道を選択している。このほか、戦時中に収容された公営水力発電所の返還を求める宮崎県や、自家発電所用の取水堰が水没する旭化成との間で補償をめぐり争ったが、いずれも交渉によって解決をみせている。
なお、一ツ瀬ダム下流には同じく九州電力の発電用ダム・杉安（すぎやす）ダムがある。高さ39.5メートルのアーチ式コンクリートダムで、一ツ瀬発電所の逆調整池を形成する。一ツ瀬発電所で発電に使用され、放流された大量の水が下流に悪影響を及ぼさないよう、杉安ダムで一時的に貯えたのち、一定量の水が杉安発電所（1万1,500キロワット）を経て下流へ放流される。建設は一ツ瀬ダムと同時期に行われており、1960年（昭和35年）に着工、1963年3月に杉安発電所の運転を開始した。

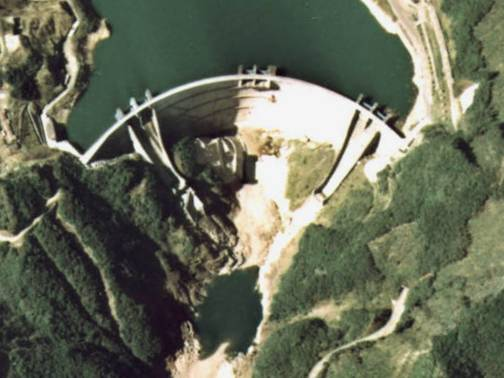
一ツ瀬ダム
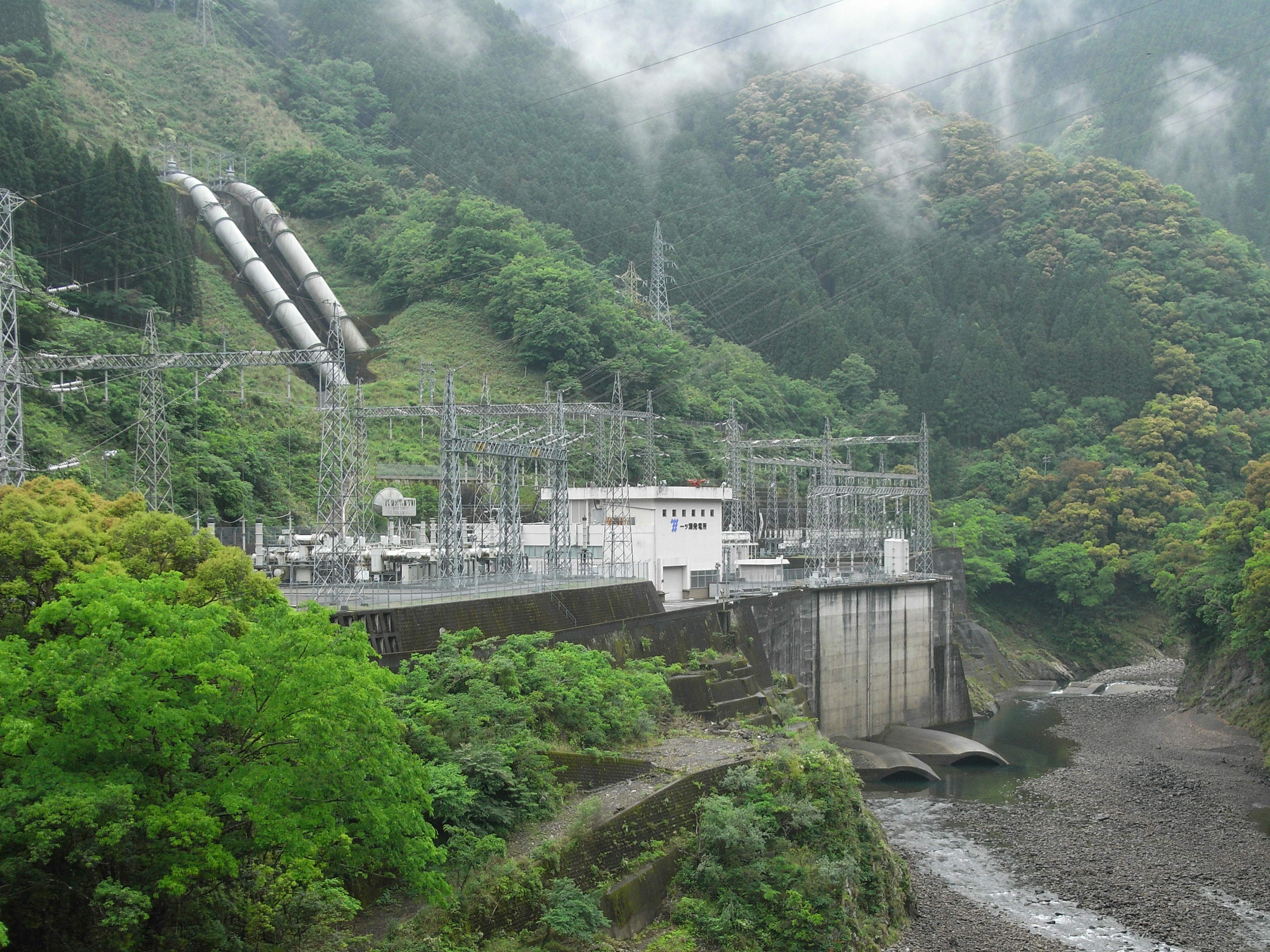
一ツ瀬発電所

## 諸問題
一ツ瀬ダムでは、降雨による出水で濁流が流入し、濁水で満ちた状態に陥ることがしばしばある。濁水の原因は粘土を主体とする微粒子であり、沈殿に時間を要することから、洪水が収束してもダムの濁水はなかなか解消せず、長期間にわたって下流に濁水が放流され続けるという事態に陥っていた。
そこで九州電力は1971年（昭和46年）、一ツ瀬ダムの取水口に選択取水設備を設置した。これはダム湖の水を任意の水位にて取り入れられるようにするものである。ダム湖に濁水が生じた際は、まず深層部から取水する。すると表層部には清水層（いわゆる「上ずみ」）が形成される。その後は表層部の取水に切り替えることで、濁水問題の早期収束を見込んでいる。
選択取水設備は設置後も改良され、1993年（平成5年）にはさらに5メートル深い層から取水できるようになり、2002年（平成14年）6月には表層部取水の際、深層部にたまった濁水が表層部へと巻き上げられることを防ぐフロート式取水流速低減設備を設置した。
その他、以下のような取り組みがなされている。
ダム湖へ流入する河川への濁水制御膜の設置
水面の浮きから十数メートル下へカーテン状の濁水制御膜を下ろし、河川から流入する濁水を湖底部へと誘導することで表層部の濁水化を防止する。
放流された濁水の希釈
一ツ瀬ダム下流で一ツ瀬川へ合流する渓流には取水のための堰が築かれている。ふだんはこうした堰で取り入れた水を一ツ瀬ダムへ送水しているが、濁水の放流中はこれを薄めるべく、渓流水をダムを経由せずにそのまま下流へ放流する。
こうした濁水問題への取り組みは、愛知県豊田市の矢作ダム（矢作川）などでも実施されている。